# Goh Chok Tong
Goh Chok Tong (en chino simplificado, 吴作栋; en chino tradicional, 吳作棟; pinyin, Wú Zuòdòng; 20 de mayo de 1941), es un economista y político de Singapur.
Fue el segundo Primer ministro de la República de Singapur, entre el 28 de noviembre de 1990 y el 12 de agosto de 2004, tras suceder a Lee Kuan Yew. Se mantuvo en su cargo durante catorce años y en la actualidad es Senior Minister de Singapur y presidente de la Autoridad Monetaria de Singapur, el banco central del país.
- Datos: Q313300
- Multimedia: Goh Chok Tong / Q313300